# USS Gambier Bay (CVE-73)
La USS Gambier Bay (CVE-73), già AVG-73 e successivamente riclassificata ACV-73, era una portaerei di scorta di classe Casablanca della United States Navy. Deve il suo nome alla baia Gambier, baia della costa dell'Isola Admiralty, parte dell'arcipelago Alessandro in Alaska.

## Storia

### Impiego operativo
La Gambier Bay ebbe il suo momento più celebre durante la battaglia del Golfo di Leyte quando, insieme al suo task group di portaerei di scorta, con nome in codice Taffy 3, si trovò a fronteggiare un gruppo da battaglia giapponese composto da corazzate ed incrociatori pesanti con scorta di cacciatorpediniere, senza alcuna protezione tranne una squadriglia di cacciatorpediniere ed i propri aerei.
La Gambier Bay venne affondata, insieme all'altra portaerei di scorta St. Lo, ma nel complesso, la maggior parte delle navi scampò all'attacco, riuscendo ad infliggere danni rilevanti con attacchi aerei e con l'unico cannone da 127 mm, costringendo i giapponesi alla fine a ritirarsi, anche perché questi temevano l'intervento delle corazzate statunitensi, che invece erano lontane a nord. L'intero task group venne insignito della Presidential Unit Citation per l'azione bellica.